# Bréry
Bréry ist eine Ortschaft und eine Commune déléguée in der französischen Gemeinde Domblans mit 210 Einwohnern (Stand 1. Januar 2022) im Département Jura in der Region Bourgogne-Franche-Comté. 
Die Gemeinde Bréry wurde am 1. Januar 2019 mit Domblans zur Commune nouvelle Domblans zusammengeschlossen. Sie gehörte zum Arrondissement Lons-le-Saunier und zum Kanton Bletterans. 
Die Nachbargemeinden waren Saint-Lamain im Norden, Frontenay im Osten, Domblans im Süden, Saint-Germain-lès-Arlay im Südwesten und Mantry im Westen.

## Bevölkerungsentwicklung
| 1962 | 1968 | 1975 | 1982 | 1990 | 1999 | 2008 | 2017 |
| ---- | ---- | ---- | ---- | ---- | ---- | ---- | ---- |
| 159  | 152  | 145  | 153  | 208  | 195  | 228  | 225  |

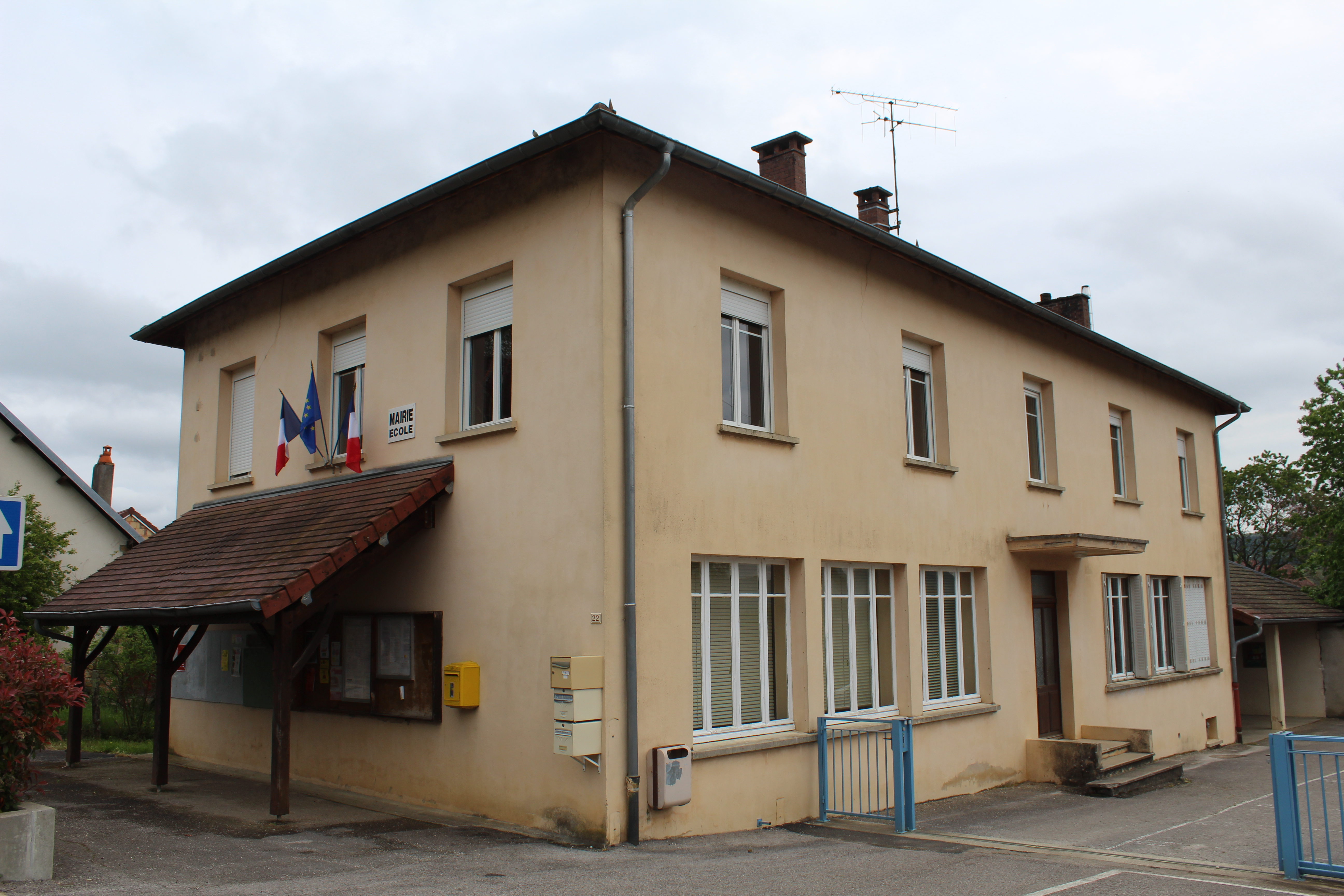
Ehemalige Mairie Bréry
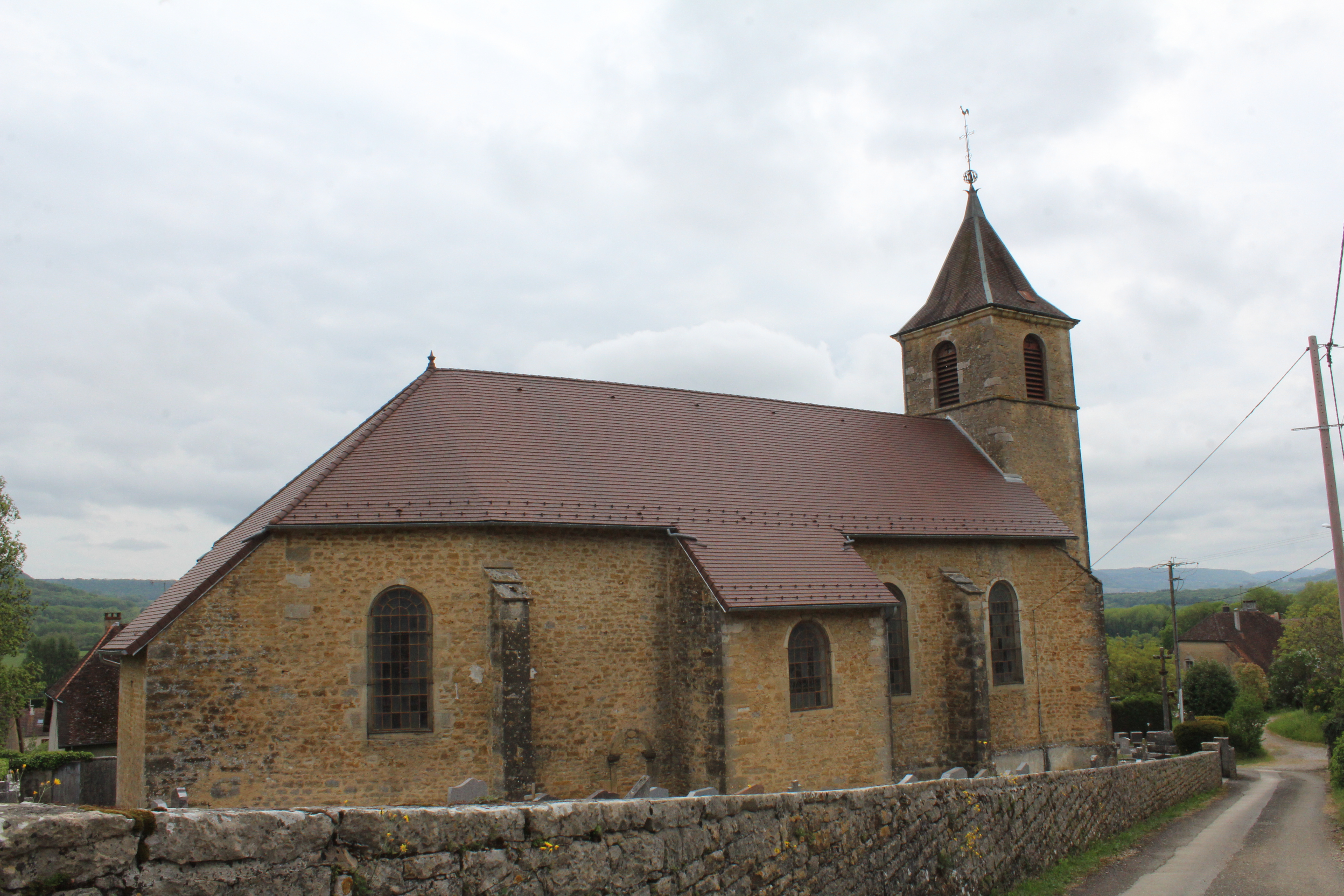
Kirche Saint-Laurent